# Polygone virgule
Polygonia comma
Espèce
Répartition géographique
Le Polygone virgule (Polygonia comma) est une espèce de lépidoptères de la famille des Nymphalidae, de la sous-famille des Nymphalinae, de la tribu des Nymphalini et du genre Polygonia.

## Dénomination
Polygonia comma a été nommé par Thaddeus William Harris en 1842.
Synonymes : Nymphalis comma (Harris, 1842) ; Grapta dryas Edwards, 1870 ; Grapta harrisii Edwards, 1873.

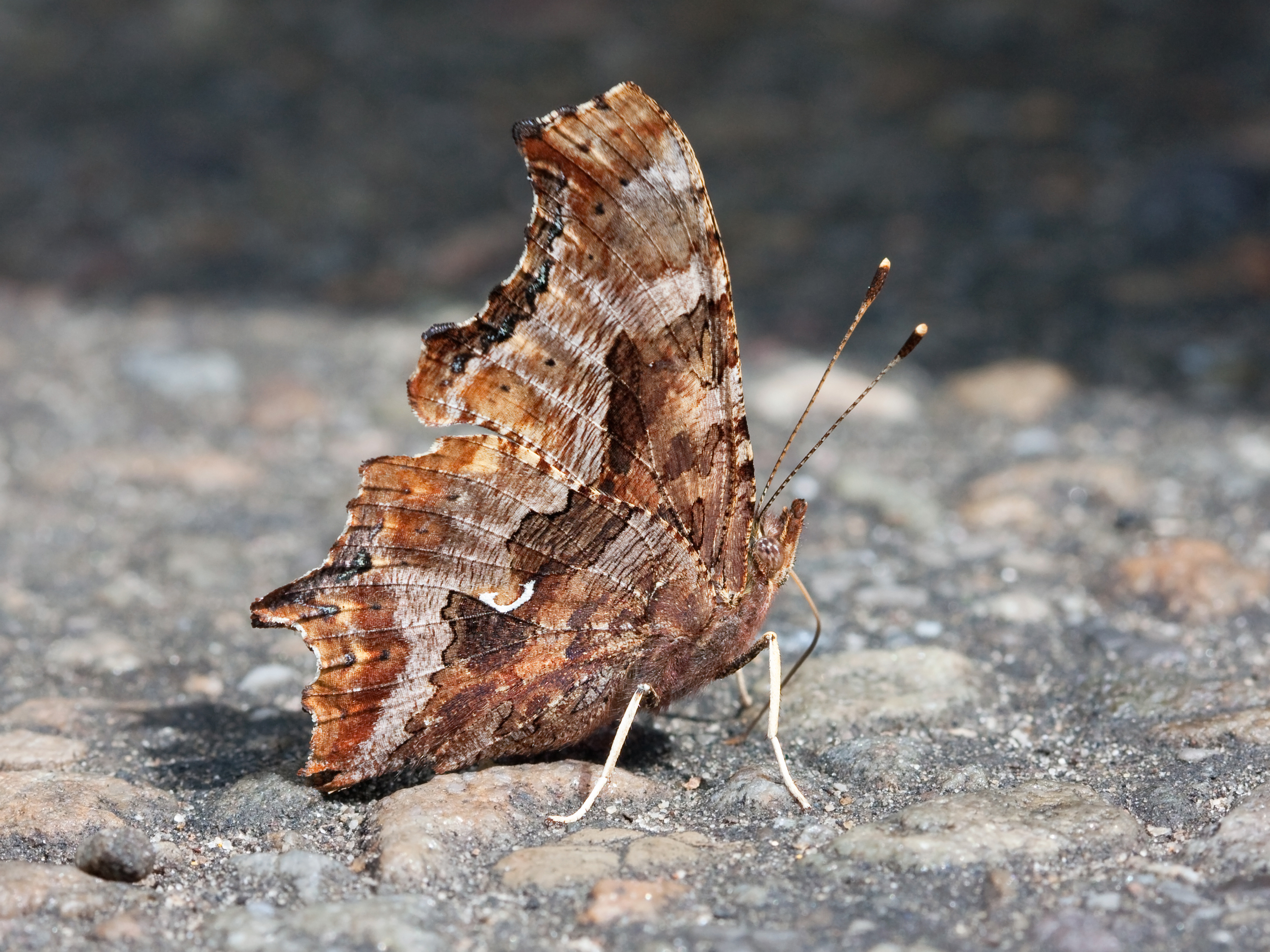
Revers d'un Polygone virgule.

### Noms vernaculaires
Le Polygone virgule  se nomme Comma ou Eastern Comma en anglais.

## Description
Le Polygone virgule est un papillon aux ailes très découpées comme toutes les espèces de Polygonia. Le dessus est de couleur orange avec quelques ornementations marron aux antérieures et presque totalement marron noir aux postérieures dans le forme estivale, orange ornementé de marron dans la forme hivernale
Le revers, marron terne, est une livrée cryptique, faisant passer le Polygone virgule pour une feuille morte.
Son envergure est comprise entre 45 et 64 mm,,

### Chenille
La chenille est soit blanc verdâtre, soit marron verdâtre. Les deux formes sont ornées d'épines jaunes et blanches.

## Biologie

### Période de vol et hivernation
Le Polygone virgule vole d'avril à octobre en deux générations,.
C'est l'adulte qui a émergé en septembre ou octobre qui hiverne, certains après avoir migré vers le sud. Il vole à nouveau dès avril. En mai émergent ceux qui volent jusqu'en septembre,.

### Plantes hôtes
Les plantes hôtes des chenilles sont diverses  : Ulmus, Urtica dont Urtica dioica, Humulus lupulus, Laportea canadensis et Boehmeria cylindrica,.

## Distribution et écologie
Il est présent en Amérique du Nord, dans l'est du Canada, à Terre-Neuve et en Saskatchewan et dans tout l'est des USA à partir du Dakota du Nord, du Dakota du Sud, du Nebraska, du Kansas, de l'Oklahoma et de l'est du Texas,.

### Biotope
Le Polygone virgule réside en lisière de forêt et dans les clairières.

### Protection
Pas de statut de protection particulier.

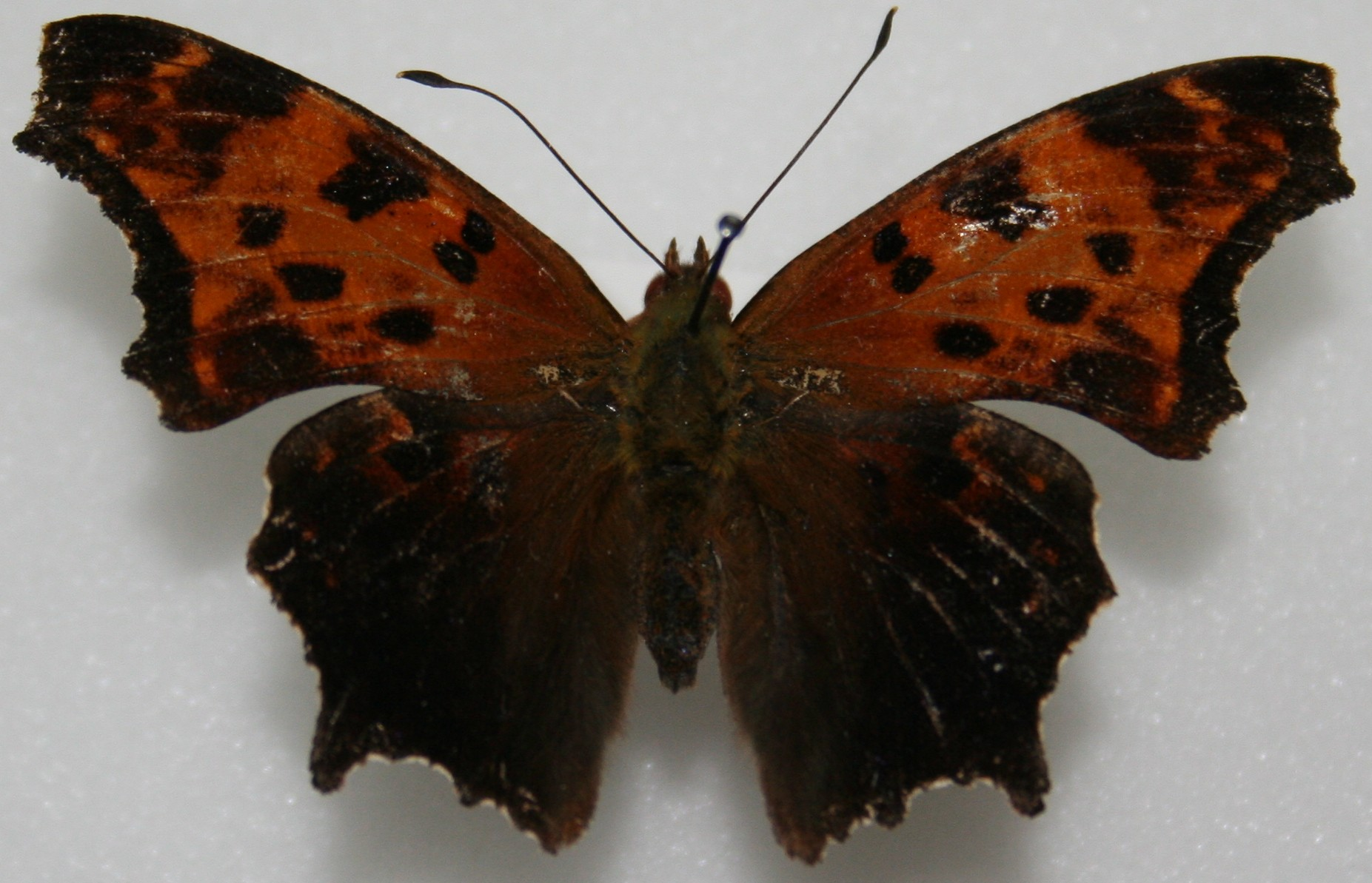
Forme estivale d'un Polygone virgule.

### Liens taxonomiques
- (en) Tree of Life Web Project : Polygonia comma
- (en) Catalogue of Life : Polygonia comma Harris, 1852 (consulté le 18 décembre 2020)
- (en) Animal Diversity Web : Polygonia comma
- (en) NCBI : Polygonia comma (taxons inclus)
- (fr + en) ITIS : Polygonia comma (T. Harris, 1842)